# シグリ (小惑星)
シグリ (1493 Sigrid) は、小惑星帯にある小惑星。ウジェーヌ・デルポルトがベルギー王立天文台で発見した。
デンマーク人の天体物理学者ベンクト・ストレームグレンの妻に因んで名付けられた。